# Hunter Hurricanes Water Polo Club
Hunter Hurricanes Water Polo Club é um clube de polo aquático australiano na região de Hunter.

## História
Hunter Hurricanes Water Polo Club compete na Australian National Water Polo League. 